# Triplonychoides
Triplonychoides is een geslacht van kevers uit de familie  
kniptorren (Elateridae).
Het geslacht is voor het eerst wetenschappelijk beschreven in 1906 door Schwarz.

## Soorten
Het geslacht omvat de volgende soorten:
- Triplonychoides parvula (Champion, 1895)
- Triplonychoides trivittata (Champion, 1895)